# Sigge
Sigge är ett nordiskt förnamn, samt smeknamn för tilltalsnamn som börjar med prefixet Sig- (Seger) och liknande, som främst förekommer i Sverige. Namnet är huvudsakligen ett mansnamn, men det förekommer i mycket liten utsträckning som kvinnonamn och efternamn. Det förekommer även som smeknamn för kvinnonamnet Signe.

## Individer
Sigge kan bland annat syfta på följande individer:
- Sigge – användarnamn och lösenord använda av Folkpartiet i samband med dataintrångsaffären 2006.
- Sigge Bergman, idrottsprofil
- Sigge Cedergren, nattklubbsinnehavare
- Sigge Cronstedt, arkitekt
- Sigge Eklund, författare
- Sigge Ericsson, skridskoåkare
- Sigge Fürst, skådespelare och revyartist
- Sigge Lindberg, fotbollsmålvakt
- Sigge MacKvack, seriefigur av Walt Disney Company och återkommande karaktär TV-serierna [[Ducktales|DuckTales]] och Darkwing Duck.
- Sigge Parling, fotbollsspelare
- Sigge Stark, pseudonym för författarinnan Signe Björnberg
- Sigge Strömberg, författare
- Sigge Strömberg, bonde och författare

Den 31 december 2021 fanns det i Sverige totalt 4 967 män med förnamnet Sigge, varav 3 678 med det som tilltalsnamn, samt 21 kvinnor med förnamnet, varav 14 med det som tilltalsnamn. 65 personer hade det som efternamn.

## Som smeknamn
Sigge förekommer som vanligt smeknamn för följande namn:
- Sigbjörn
- Sigfrid (Siegfrid)
- Sigismund
- Sigmund (Siegmund)
- Signe
- Sigrid
- Sigsten (Sixten)
- Sigtrygg
- Sigurd
- Sigvard